# Александр (Щукин)
Архиепископ Алекса́ндр (в миру Алекса́ндр Ива́нович Щу́кин; 13 мая 1891, Рига — 30 октября 1937, Семипалатинск) — епископ Русской православной церкви, архиепископ Семипалатинский.
Причислен к лику святых Русской православной церкви в 2000 году.

## Биография
Его отец, Иван (Иоанн) Васильевич родился в уездном городе Порхове Псковской губернии, и окончил Псковскую духовную семинарию и Московскую духовную академию (1886). Преподавал в Псковской и Рижской ДС. Семья священника (с 1914 г. — протоиерея) Иоанна Васильевича Щукина и его супруги Елизаветы была многодетной: в семье было семеро детей.
Его сын Александр с детских лет стремился к служению церкви. Он получил образование в Рижской духовной семинарии (1911). В 1915 году окончил Московскую духовную академию со степенью кандидата богословия.
С началом Первой мировой войны семья отца Иоанна Щукина переехала в Нижний Новгород, куда, завершив обучение в академии, приехал и Александр, который 11 декабря 1915 года, за неимением других вакансий, был определён преподавателем физики и математики в Нижегородской духовной семинарии.
21 мая 1919 года архиепископом Евдокимом (Мещерским) бывший преподаватель Александр Щукин был рукоположён в сан иерея с назначением к Георгиевской церкви села Лыскова и с возложением набедренника.
В 1918—1923 годы служил вместе со своим отцом (который был арестован в 1918, вернулся домой больным, скончался в 1923, вскоре после епископской хиротонии своего сына) в церкви Казанской иконы Божией Матери села Лысково Нижегородской епархии.
4 (17) августа 2023 года, будучи в сане иерея, избран епископом Макарьевским, викарием Нижегородской епархии.
Хиротония состоялась 21 августа 1923 года. Хиротонисан во епископы Архиепископом Евдокимом (Мещерским) и епископом Керженским Павлом (Волковым).
Помимо Вознесенского собора в Лыскове служил в Макарьевском Желтоводском и Маровском монастырях, в Макарьеве преподавал Закон Божий детям (через год власти это запретили). Часто произносил проповеди, обличая безбожие. Говорил, что разрушать монастыри и храмы могут лишь люди, лишённые человечности, не верующие в вечную жизнь, да и в земной жизни мало что предполагающие построить.
Осенью 1928 года был арестован, заключён в тюрьму Нижнего Новгорода, ему предложили прекратить проповеди в обмен на свободу, но он отказался, сказав «Тело моё в вашей власти, и вы можете делать ним, что хотите, но душу свою я вам не отдам». По обвинению в том, что «путём произнесения проповеди с антисоветским уклоном прививал свои контрреволюционные убеждения населению», епископ был приговорён к трём годам заключения, которые он отбывал в Соловецком лагере особого назначения. Работал сторожем, потом бухгалтером.
С 31 декабря 1931 года — епископ Болховский, викарий Орловской епархии, управляющий Орловской епархией
С 27 июля 1932 года — епископ Орловский. Продолжал много проповедовать, несмотря на угрозы со стороны властей.
3 января 1934 года возведён в сан архиепископа.
30 сентября 1935 года назначен архиепископом Курским, однако остался жить в Орле.
С 18 марта 1936 года — архиепископ Ржевский, викарий Калининской епархии.
С 18 июня 1936 года — архиепископ Тульский.
С сентября 1936 года — архиепископ Семипалатинский и Усть-Каменогорский.
Сестра просила его уйти на покой, вернуться в Лысково, где переждать гонения. Он ответил отказом: «Как бы я вас ни любил, но я не для того взял посох, чтобы его оставить».
В августе 1937 года был арестован, на допросах держался мужественно, виновным себя не признал, отказался называть своих знакомых. 28 октября по обвинению в «шпионаже и контрреволюционной агитации» был приговорён к расстрелу. Расстрелян через два дня. Место погребения неизвестно.
В начале 1960-х годов в храме Казанской иконы Божией Матери в г. Лысково состоялось заочное отпевание архиепископа Александра. За алтарём храма, рядом с могилой его отца, установлен кенотаф архиепископа.

## Канонизация
Причислен к лику святых Новомучеников и Исповедников Российских на Юбилейном Архиерейском Соборе Русской православной церкви в августе 2000 для общецерковного почитания.